# Flugplatz Oberrißdorf

i7
i11
i13
Der Flugplatz Oberrißdorf (ICAO-Code: EDUO) ist ein Sonderlandeplatz im Landkreis Mansfeld-Südharz. Er verfügt über eine 500 Meter lange und 25 Meter breite Graspiste und ist für Segelflugzeuge, Motorsegler, Ultraleichtflugzeuge und Motorflugzeuge mit einem Höchstabfluggewicht von bis zu zwei Tonnen zugelassen.

## Zwischenfälle
Am 3. Juni 2000 brach an einer Cessna 172N bei einer harten Landung das Bugfahrwerk und das Flugzeug überschlug sich. Der Pilot und sein Passagier wurden bei dem Unfall schwer verletzt.